# 迪诺拉
迪诺拉（義大利語：Industrie De Nora S.p.A.）是一家总部位于米兰的意大利跨国公司，专注于电化学行业。该公司在所有主要工业电化学过程电极供应商中处于世界领先地位。

## 历史
迪诺拉于1923年由意大利工程师Oronzio De Nora创立，他还发明了Amuchina消毒液等产品。
1969年，迪诺拉开始了地域扩张过程，进入国际市场，首先进入日本，然后扩展到新加坡，巴西，印度，中国和德国，并建立了子公司和合资公司。
自2015年以来迪诺拉还在水处理和过滤领域开展业务，将其技术专长应用于该领域。
2021年12月，迪诺拉宣布通过与德国蒂森克虏伯公司的合资企业，获得了建设世界最大绿色制氢工厂所需的电解系统订单，该工程是沙特阿拉伯新未來城项目的一部分。

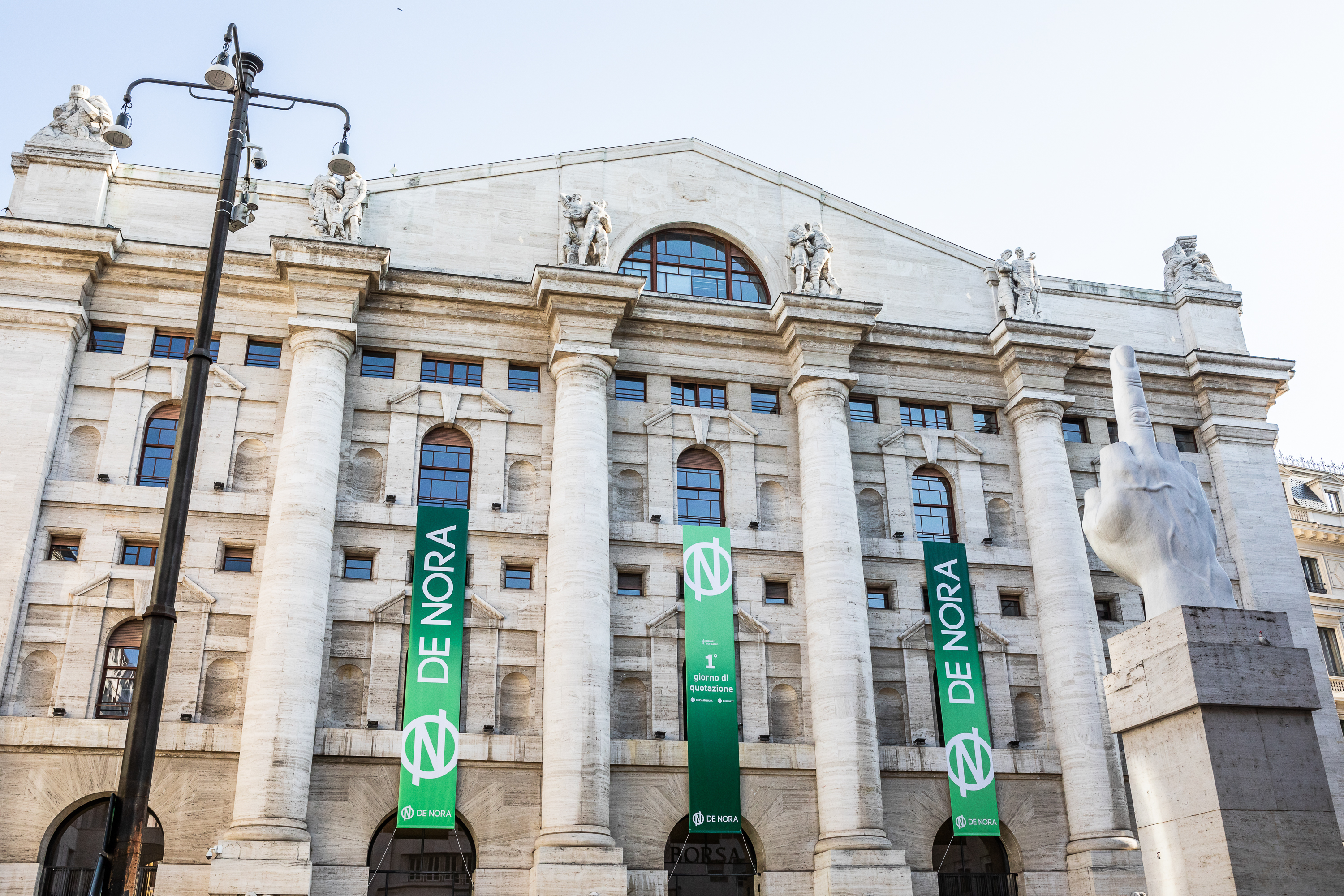
迪诺拉上市当天的米兰证券交易所

2022年，迪诺拉在意大利证券交易所上市。

## 运营
通过生产各种应用的电极，在电化学行业开展业务。主要用于：工业、水处理和绿氢生产领域的能源转型:18。
迪诺拉在2022年的营业额为85282.6万欧元，净收入为8966.5万欧元:154，业务遍及意大利、德国、英国、美国、巴西、阿联酋、印度、中国、日本和新加坡等多个地区。